# 克里斯·彼得森
克里斯·彼得森（英語：Christopher Peterson，1950年2月18日—2012年10月9日），畢業於科羅拉多大學波德分校，是美國密歇根大學的心理學教授，亦是該校臨床心理學領域的前主席。克里斯·彼得森於2012年10月9日在美國密歇根州安娜堡市逝世。

## 工作生涯
克里斯·彼得森在價值實踐角色研究所擔任科學主任，以及《性格強項與美德》聯合作者，對性格強項進行分類。克里斯·彼得森亦是正向心理學指導委員會委員和國際正向心理學協會董事會成員，是正向心理學中心的高級研究員，也是賓夕法尼亞大學應用正向心理學碩士課程的講師。

## 著作
- 《性格強項與美德》與馬丁·賽里格曼合著
- 《個人強項測驗》與馬丁·賽里格曼合著
- 《習慣性無助》與馬丁·賽里格曼合著
- 《正向心理學入門》
- 《遇見你的幸福心靈》